# Passiflora smilacifolia
Passiflora smilacifolia je biljka iz porodice Passifloraceae. Ekvadorski je endem. Prema IUCN-ovom crvenom popisu razvrstana je u skupinu kojoj prijeti izumiranje, stupnja ugroženosti LC - najmanji stupanj ugroženosti (IUCN 3.1).